# Manuel de Ferrer y Sitges
Manuel de Ferrer y Sitges (Barcelona, siglo XVII-[circa|c]]. 1718) noble español austracista durante la guerra de sucesión española. Como miembro del Brazo militar de Cataluña participó activamente en las conferencias de los Tres Comunes de Cataluña. En 1713 fue portavoz de la facción radical partidaria de la continuación de la guerra hasta conseguir la victoria final o acabar en un baño de sangre, rechazando de plano cualquier posibilidad de salida negociada al conflicto. Habiendo triunfado su posicionamiento fue junto a Rafael Casanova uno de los principales dirigentes de la Campaña de Cataluña (1713-1714). Tras el fin de la guerra continuó residiendo en Barcelona y junto con los demás dirigentes de la rebelión sus bienes le fueron confiscados.

## Biografía
Hijo de José de Ferrer y de Vinyals, un jurista y oidor de la Real Audiencia de Cataluña que había sido nombrado noble en 1672, y nieto de José Ferrer, también jurista y oidor de cuentas de la Generalidad de Cataluña, casó con Josepa Ferrer y Ferrer, siendo padres de María Anna, de Emmanuela, y de José Ferrer y Ferrer. Miembro activo de las conferencias de los Tres Comunes de Cataluña durante toda la Guerra de Sucesión Española, en 1712 formó comisión en una de ellas junto con Rafael Casanova y Pablo Ignacio Dalmases representando al Consejo de Ciento de Barcelona. Tras la Paz de Utrecht se desató una batalla política entre los partidarios de continuar la guerra y los partidarios de la sumisión incondicional a Felipe V. Convocada la Junta General de los Brazos de Cataluña el 30 de junio de 1713 para dirimir la cuestión, los diputados de la Generalidad del trienio 1710-1713, favorables a la sumisión, presentaron ante los delegados una «Proposición» en la que se exponían las misivas enviadas por el propio rey y emperador Carlos de Austria, la emperatriz, y el mariscal Guido Starhemberg, instando a las catalanes a la sumisión debido a la imposibilidad de socorrerles ante el abandono de los ingleses. En el parlamento del Brazo militar (cortes) los partidarios de la continuación de la guerra se dividieron en dos facciones: por un lado la facción más radical, favorable a la continuación de la guerra y rechazando de plano negociar con los borbónicos o buscar cualquier tipos de salida negociada al conflicto; y por otro lado los moderados, favorables también a la continuación de la guerra, pero aceptando la posibilidad de negociar si la oportunidad se presentaba. Ferrer se alzó como portavoz de la facción radical, exponiendo sus argumentos en un largo discurso. Pero a pesar de su elocuente verborrea la división existente entre las dos facciones partidarias de la guerra no se enmendó. Llegado el momento de la votación, y a resultas de la división entre las dos facciones, acabó teniendo mayoría de votos la opción minoritaria, la de los partidarios de la sumisión incondicional a Felipe V; estos ya estaban negociando secretamente con butifleros catalanes exiliados en Madrid y habían organizado varias intrigas para evitar la convocatoria de los Brazos Generales. Ante el adverso resultado de la votación Manuel de Ferrer presentó una Protesta: 

Con el presente acto —quiero tenga fuerza de solemne Protestación, con todas las cláusulas de derecho necesarias—, doy de nulidad y protesto de la susodicha deliberación por oponerse al honor, leyes, y privilegios de toda la Nación Catalana, por ser ignominiosa tan servil sujeción al nombre de toda la Nación.

En ese ínterin llegó la noticia de que el otro brazo, el Brazo Real, se había pronunciado favorable a la continuación de la guerra; esa decisión, junto al disentimiento presentado por Ferrer, forzó al Brazo militar a reconsiderar el sentir de su votación, resultando finalmente aceptadas por la mayoría las tesis radicales de las que Ferrer había sido portavoz. El 9 de julio se proclamó la continuación de la guerra y los miembros de la facción radical se situaron al frente de la institución de gobierno de Cataluña, siendo Ferrer nombrado miembro de la Junta de 36 durante la campaña militar de 1713-1714. Tras el fin de la guerra Ferrer continuó residiendo en Barcelona junto con los demás dirigentes políticos catalanes de la resistencia de 1713-1714, y sus bienes le fueron confiscados. Testó en 17 de febrero de 1718.

## El discurso de Manuel de Ferrer
El extenso de discurso de Manuel de Ferrer fue el detonante de la decisión de continuar la guerra el 6 de julio de 1713. Ferrer evocó en su discurso la gloriosa historia de Cataluña, quien con la gracia de Dios vencería todas las dificultades, pero en caso de no conseguirse la victoria, más valdría un glorioso y sangriento final que se eternizara en las generaciones venideras, que aceptar cualquier tipo de ignominiosa sumisión. Hay en el discurso de Manuel de Ferrer un acusado sentimiento de odio hacia Castilla y los ministros castellanos por su monopolio en el comercio americano y los cargos de la monarquía española. Pero para Ferrer, España era mucho más que la empobrecida y ya decadente Castilla; para Ferrer Barcelona era la mejor ciudad de España y los catalanes los custodios de la auténtica tradición española, siendo su misión la de evitar el dominio francés al que se estaban sometiendo los castellanos, así como la de liberar a toda España del yugo absolutista de los Borbones franceses.